# Sint-Ursmaruskerk (Binche)
De Sint-Ursmaruskerk (Frans: église collégiale Saint-Ursmer of collégiale de Binche) is een kerkgebouw in Binche in de Belgische provincie Henegouwen. Het is een rooms-katholiek gebedshuis gewijd aan de Heilige Ursmarus van Lobbes. Het grotendeels gotische gebouw is sinds 1936 een beschermd monument.

## Geschiedenis
De kapittelkerk van Binche is een van de oudste gebouwen van de stad. Het oudste, nog bestaande gedeelte is romaans en dateert uit de 12e eeuw. In die tijd was het gebouw onderdeel van een klooster, Moustier-Sainte-Marie genaamd, en gewijd aan de maagd Maria.
In 1409 verhuisde het seculier kapittel van de abdij van Lobbes naar Binche. De kanunniken namen ook de relikwieën van de patroonheilige en eerste abt van Lobbes mee. De nieuwe kapittelkerk werd daarna aangeduid als Sint-Ursmaruskerk.
In de loop der eeuwen vonden diverse verbouwingen en uitbreidingen plaats. In de 16e eeuw vond een grote bouwcampagne plaats, waarbij met name het koor en de zijkapellen in laatgotische stijl werden vernieuwd. In 1552 werd ook de toren grotendeels vernieuwd. In 1622 werd het schip vernieuwd en in 1682 kreeg de toren een barokke torenspits.
Omstreeks 1850 werd het gebouw gerestaureerd, waarbij onder andere nieuwe gebrandschilderde ramen weren geplaatst.

## Architecteur en kunstvoorwerpen

### Exterieur
De onderkant van de kerktoren en de westzijde van het kerkschip zijn nog grotendeels romaans. De rest van de kerk is gotisch of barok. Opvallend is de typisch Henegouwse stijl van het laatgotische koor en de zijkapellen.

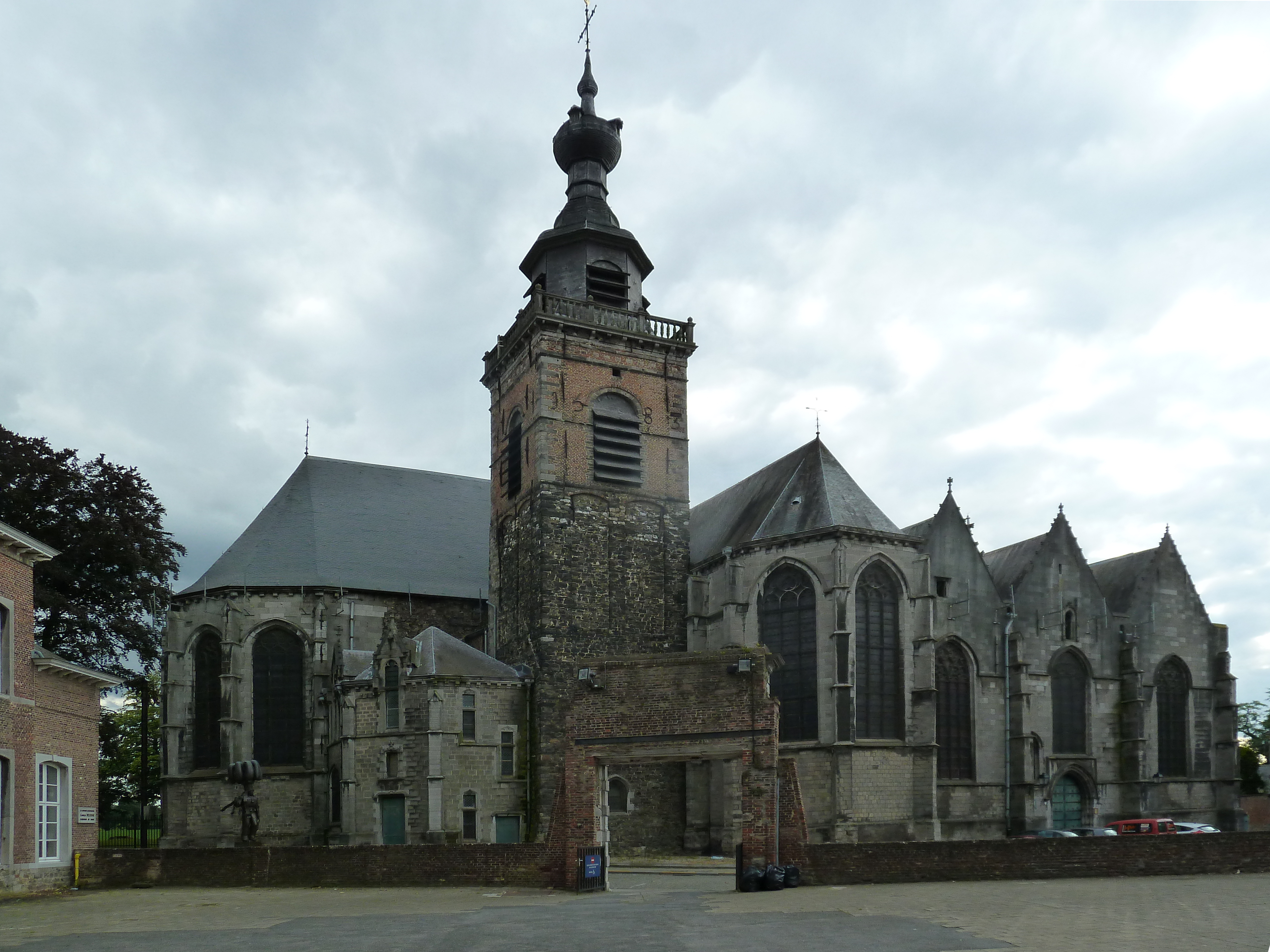
Zuidzijde met toren
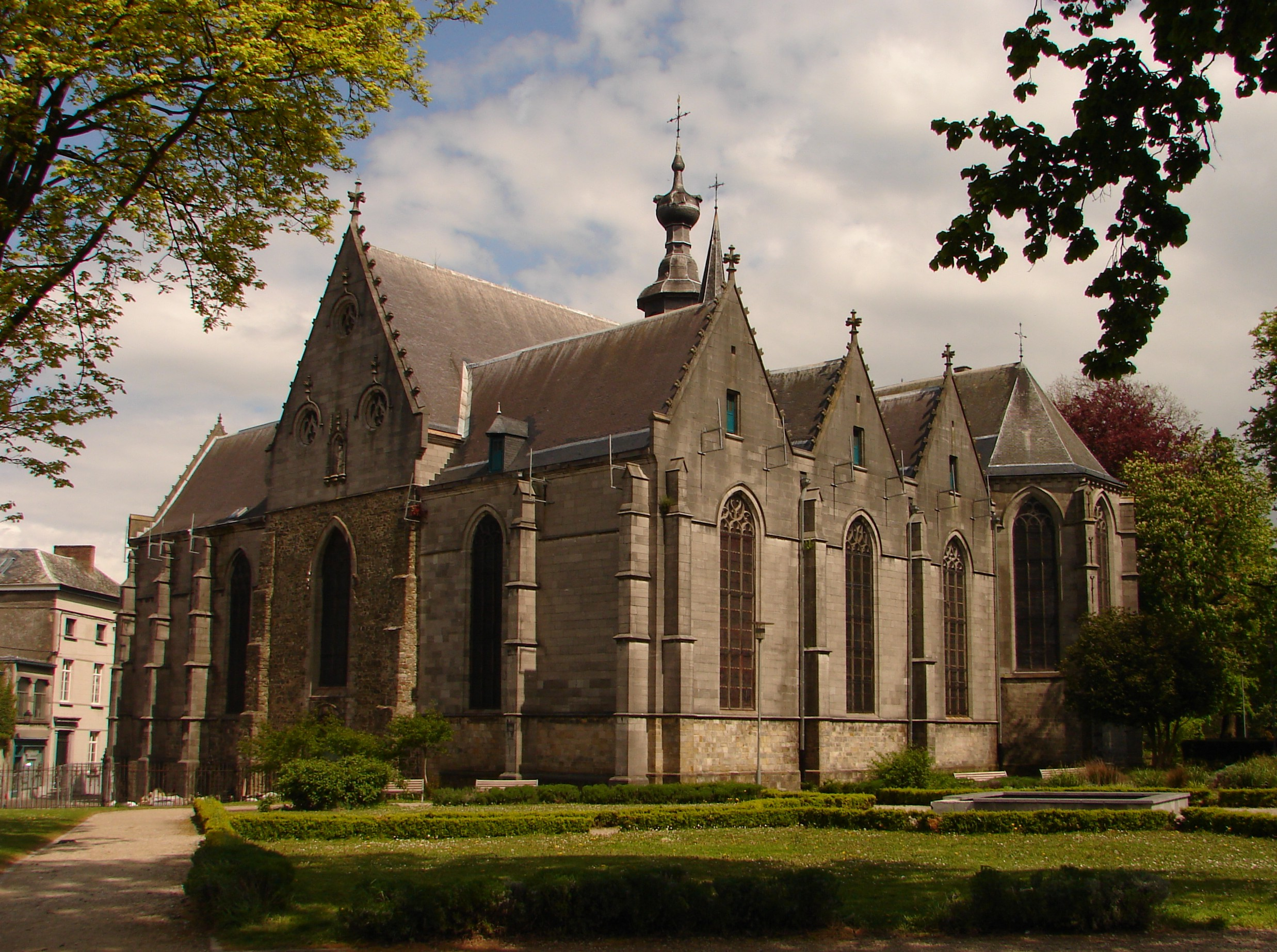
Noordwestzijde
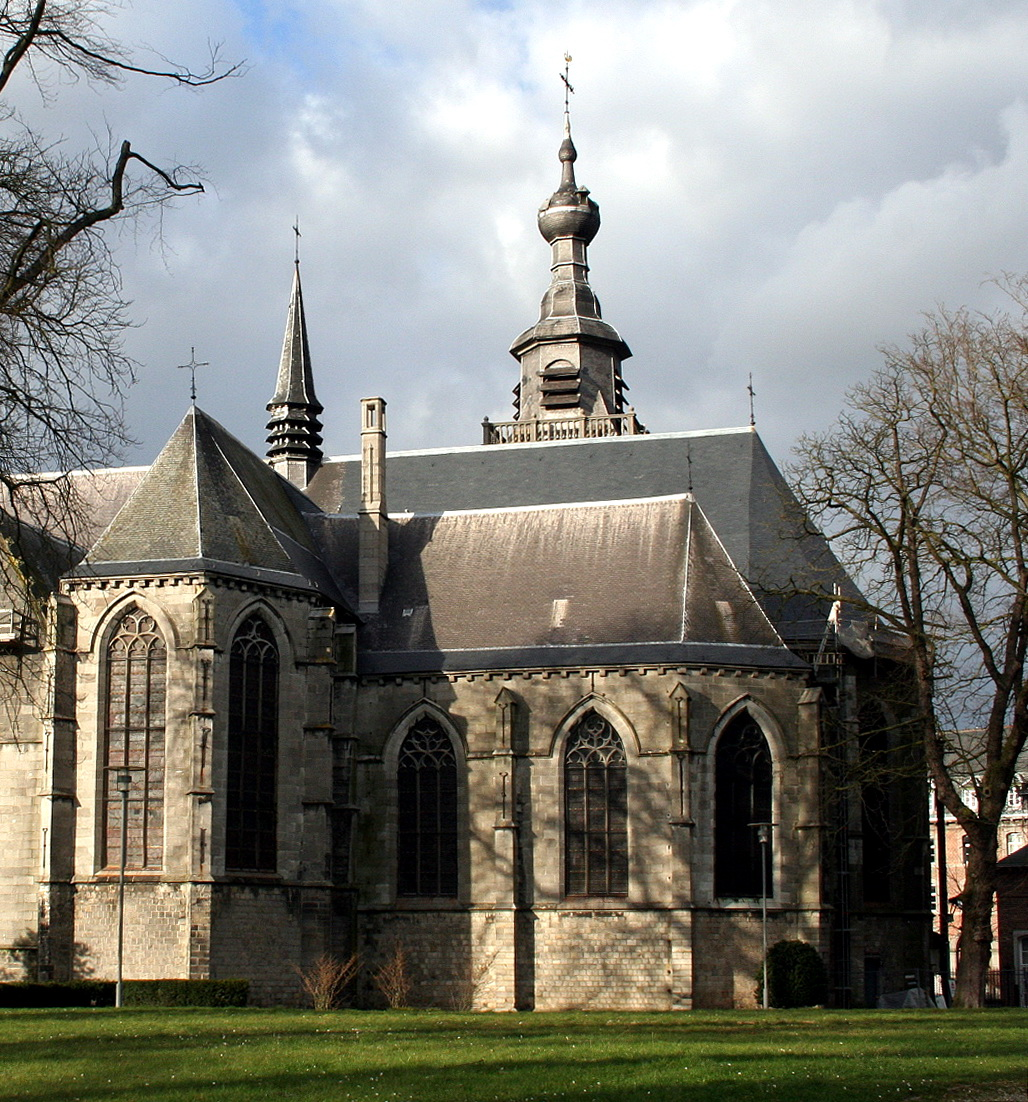
Noordoostzijde met koor

### Interieur
Opvallend in de grotendeels gotische kerk is het barokke gewelf van het middenschip en de zijbeuken, dat echter ongepleisterd is gebleven.

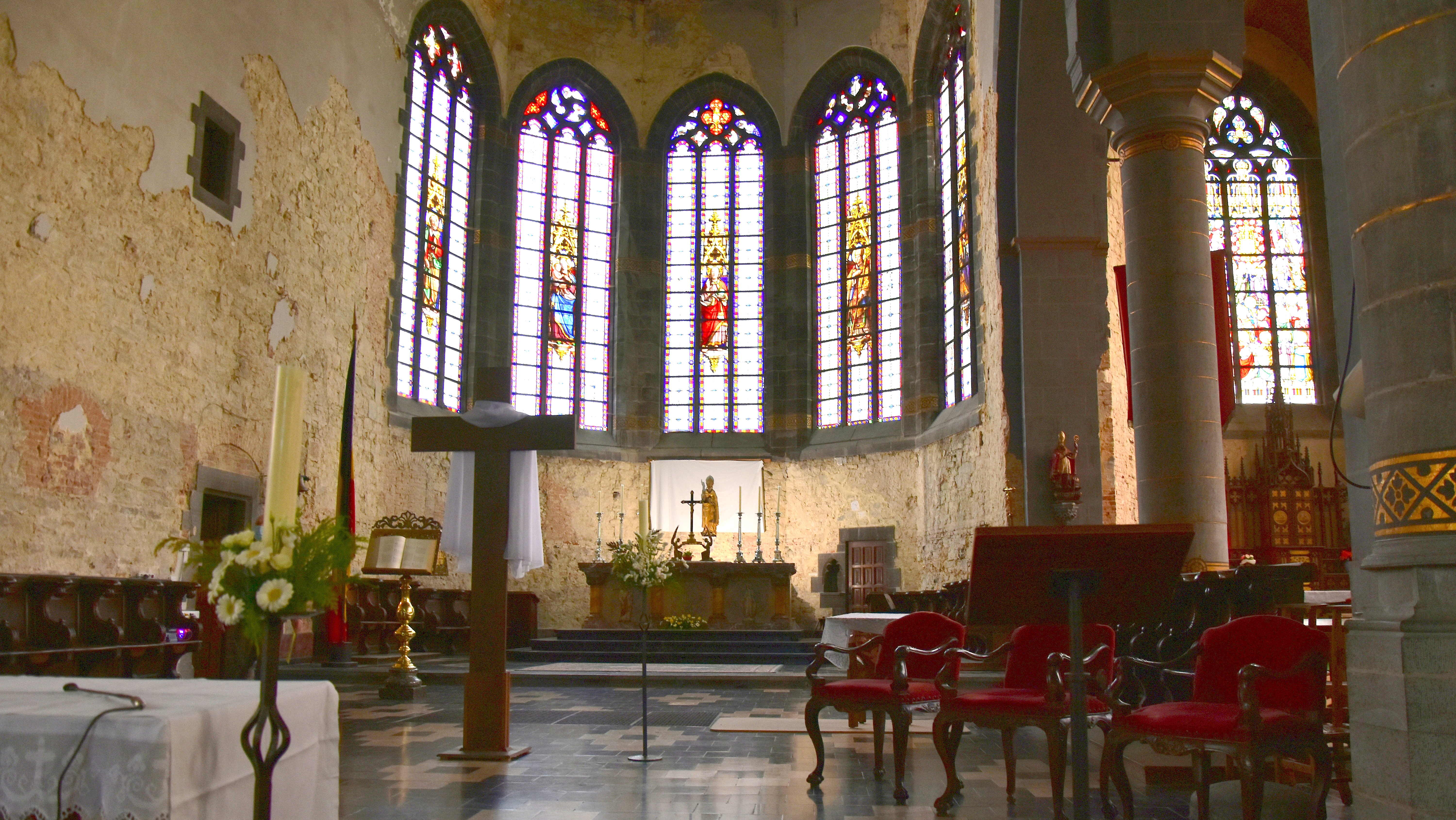
Het priesterkoor
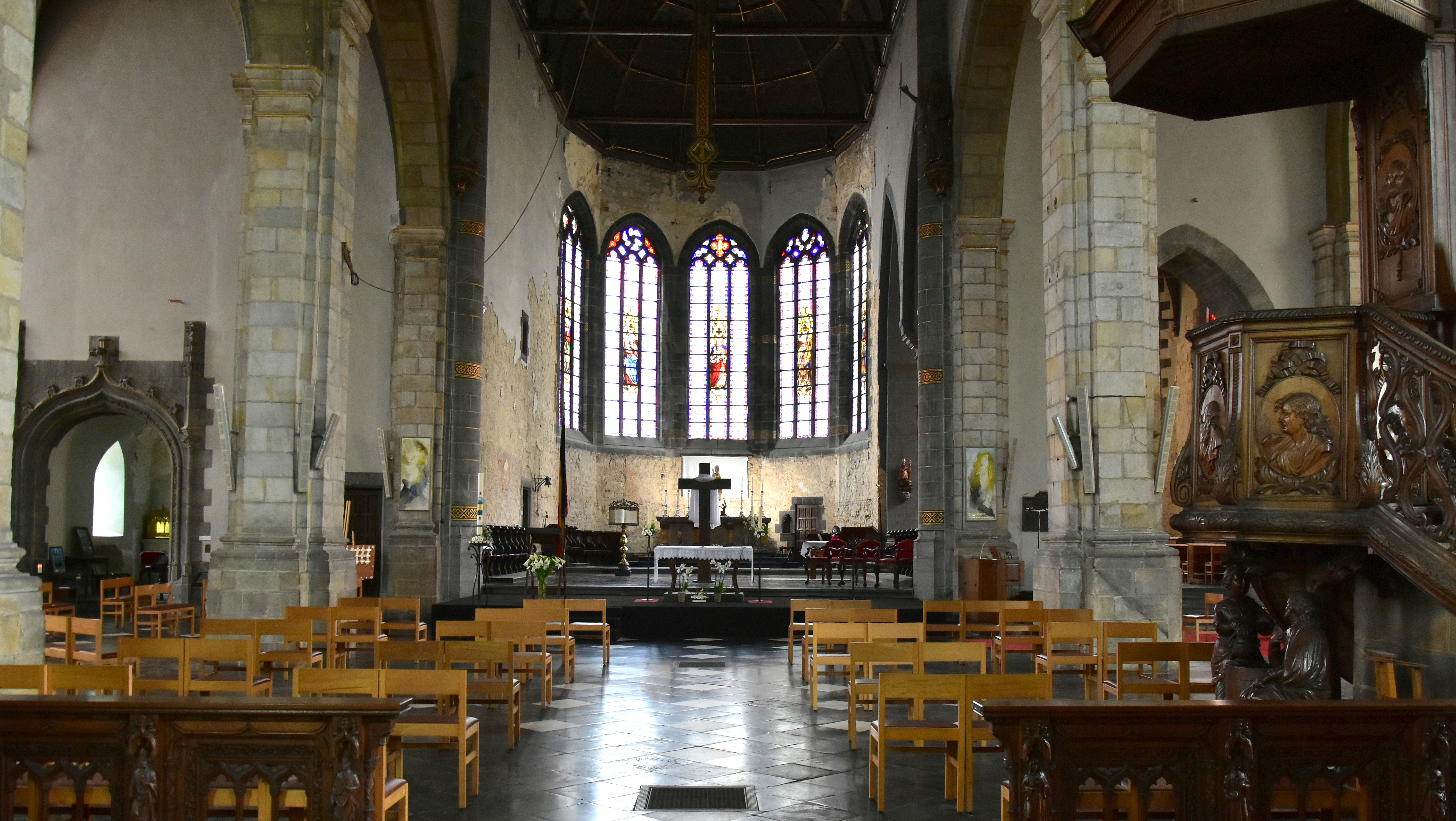
Het kerkschip
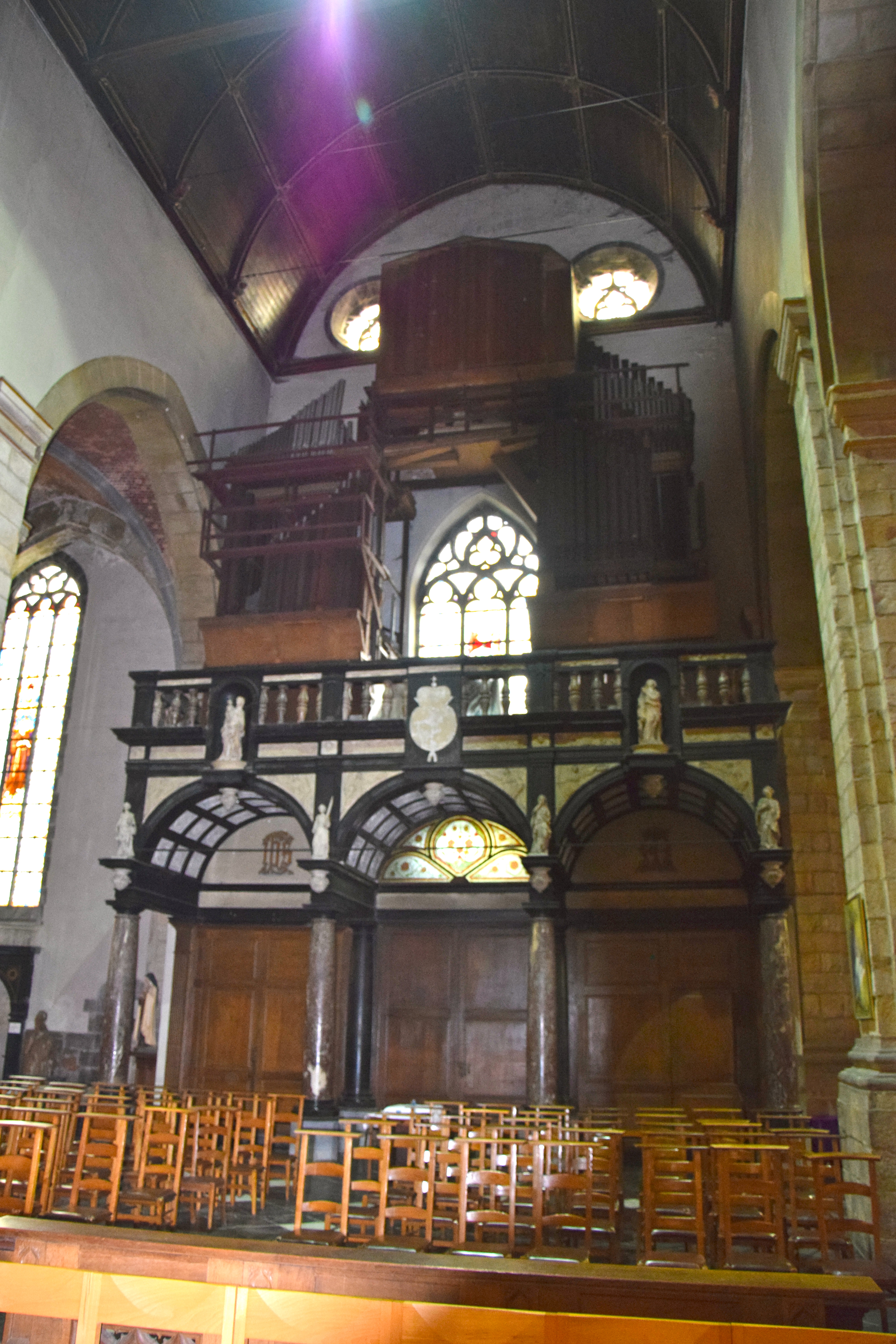
Oksaal en kerkorgel
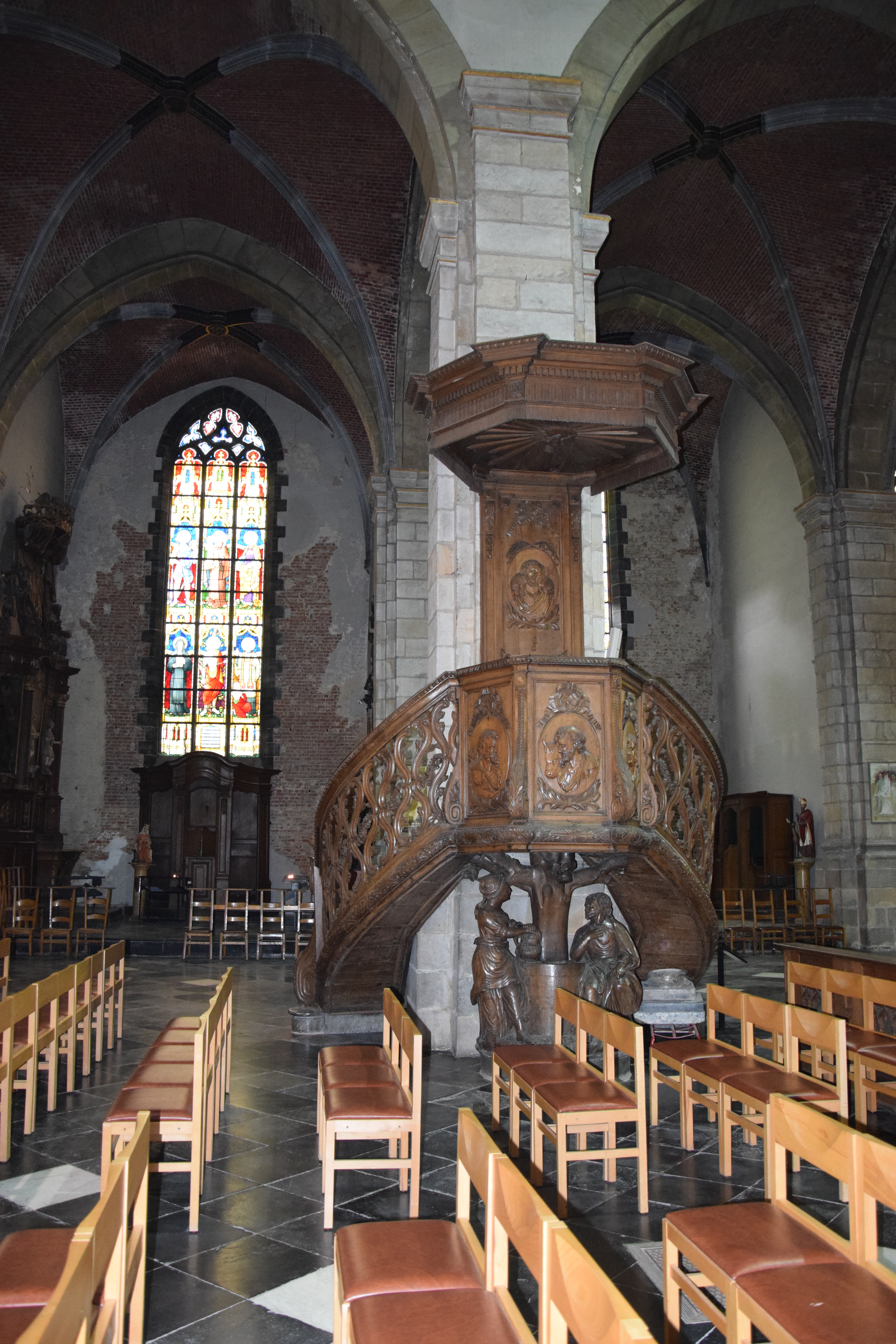
Barokke preekstoel
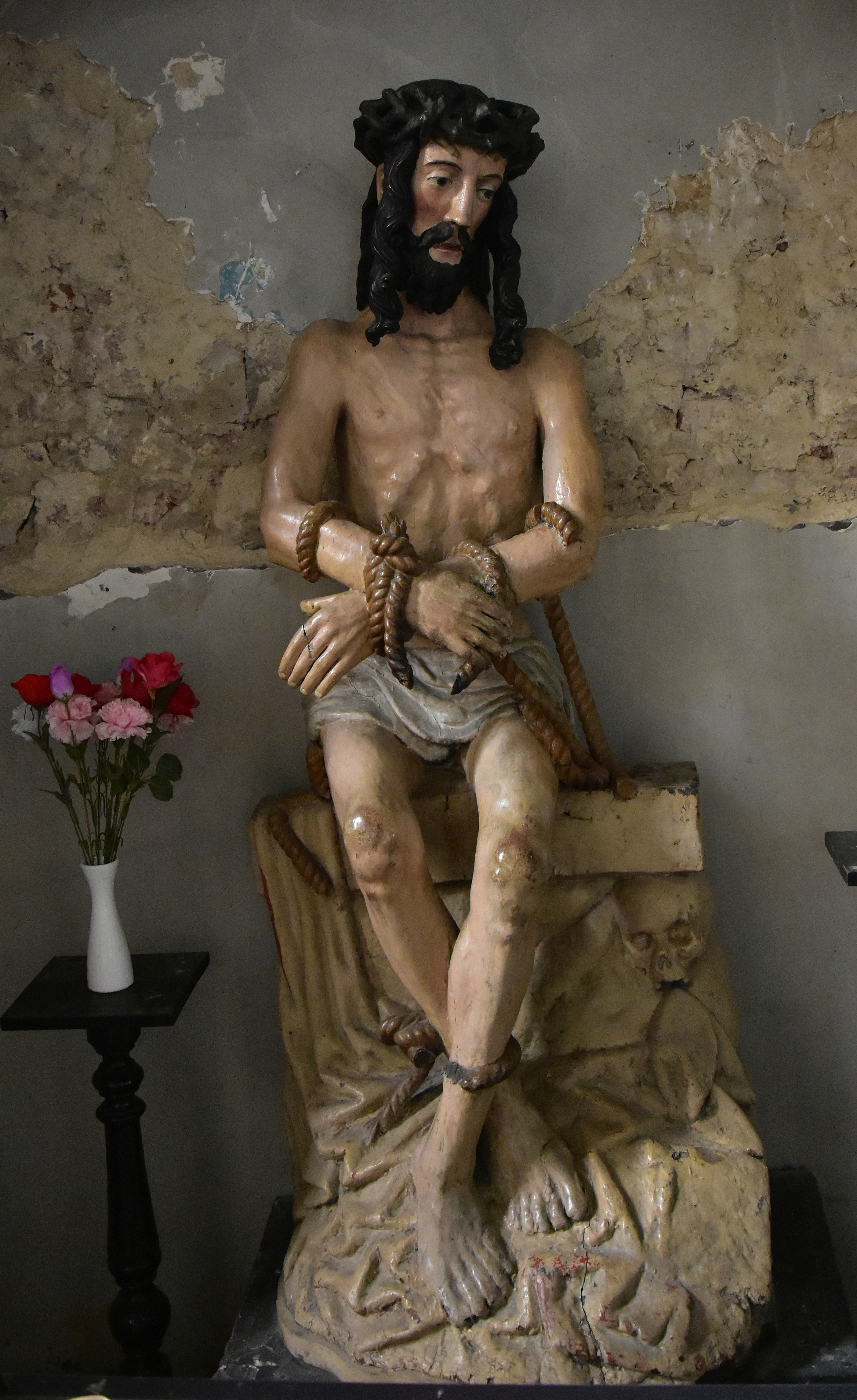
Christus op de koude steen
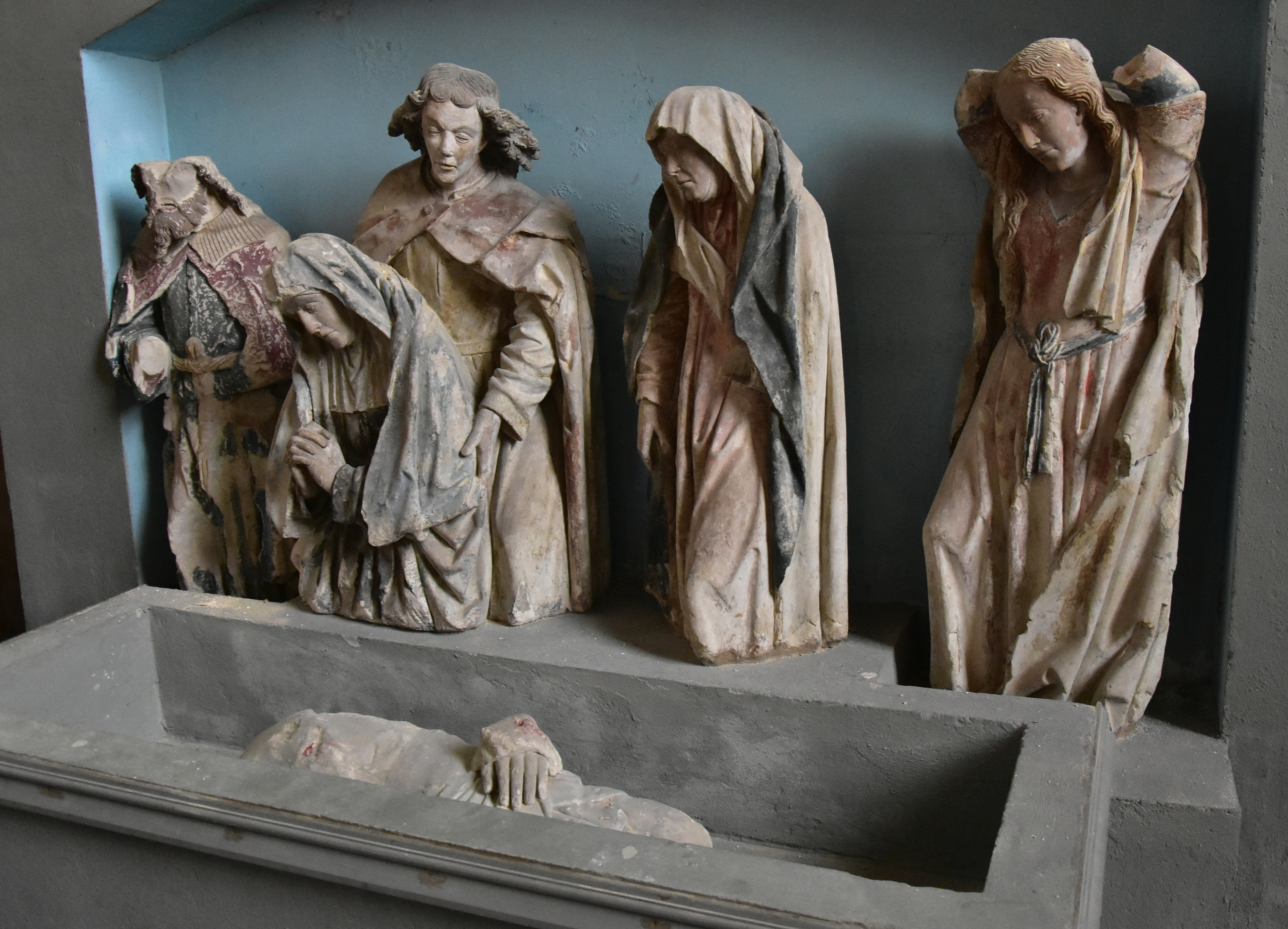
Graflegging (15e eeuw)

### Schatkamer

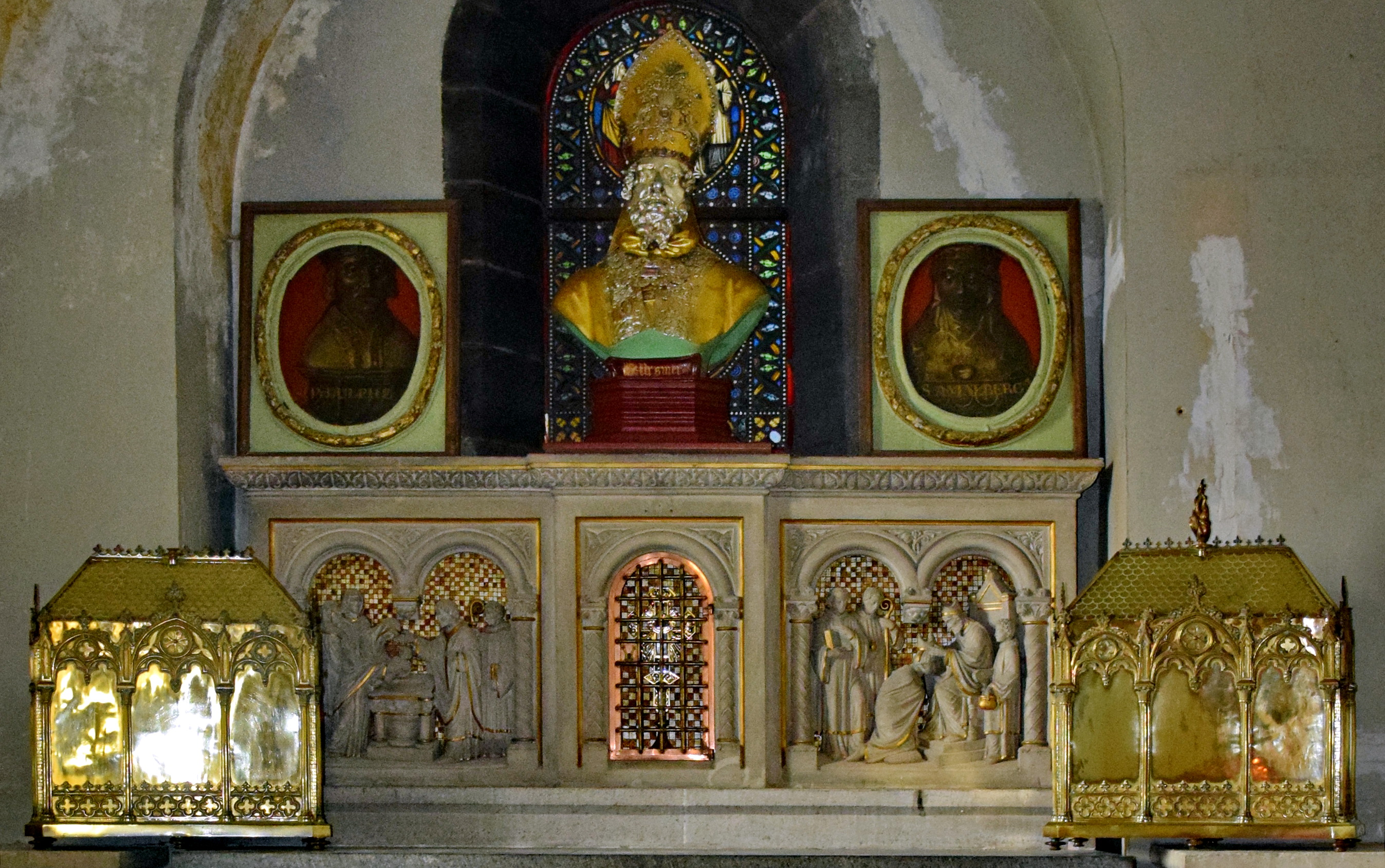
Altaar in de Sint-Ursmaruskapel met reliekbuste en twee reliekschrijnen

De kerkschat van de Sint-Ursmaruskerk is ondanks grote verliezen in de Franse tijd nog steeds rijk. Topstukken zijn de zilveren armreliekhouder van Jakobus de Meerdere (toegeschreven aan Godfried van Hoei, ca. 1150-60), de zilveren armreliekhouder van de apostel Petrus (Hugo van Oignies, ca. 1230) en de reliekbuste van Sint-Ursmarus.